# Lamista
Lamista (Lama, Lamaño, Lamanyo; vlastiti naziv Llacuash), indijanski narod iz grupe Quechua nastanjen u peruanskim regijama Amazonas i San Martín (peruanska regija) (pokrajine Lamas, El Dorado i Moyobamba, poglavito uz rijeke Huallaga, Cainarachi, Mayo, Shanusi i Sisa. 

## Povijest
Godine 1538. Španjolci osvajaju Moyobambu i utemeljuju grad Lamas, izvorno nazvan Santa Cruz de los Motilones de Lamas. U to vrijeme tada su u tom kraju živjela plemena Lamas, Tabalosos, Amasifuynes, Cascabosoas, Jaumuncos i Payonos, podijeljenih po encomiendama, a uz njih spominju se i Muniche i Suichichis. Do nametanja kečuanskog jezika dolazi u vrijeme jezuitskog režima, da bi u 17. stoljeću počela da se formira posebna teritorijalna jedinica. Kao posebna nacija već su formirani u 19. stoljeću, s vlastitim karakteristikama po kojima se razlikuju od ostalih Kečua. Organizirani su po aylluima, a ženidba unutar ayllua je zabranjena.

## Ekonomija
Ekonomija Lamista počiva još uz hortikulturu (posijeci-i-spali) na lovu i ribolovu, dok je sakupljanje odavno zanemareno. Temeljni agrukulturni proizvodi su kasava, kukuruz i grah. Drže nešto stoke i peradi.

## Jezik
Jezik lamista član je jezične porodice Quechuan, nazivan i lama, ucayali, lamista, lamisto, lamanyo, motilón i san martín quechua, a postoji nekoliko minornijih dijalekata.

## Populacija
Populacija Lamista razni autori razno procjenjuju, a prema posljednjem popisu bilo ih je 22. 513, od čega 11. 956 muškaraca i 10. 557 žena. Prema (WCD; 2000) 43,982 etničkih.

## Vanjske poveznice
- Quechua Lamista